# Странник (1891)
„Странник“ е български вестник, редактиран от Коста Шахов и излизал от 15 октомври до 25 ноември 1891 година в София, България.
Вестникът излиза вместо спрения Шахов вестник „Македония“. Излиза три пъти в седмицата и се печата в печатница „Либералний клуб“. Общо излизат 7 броя. От брой 5 има подзаглавие Обществено-политически лист. Основната му цел е защита на българската национална кауза в Македония и публикува новини от областта.